# Beta RK6
La Beta RK6 è una moto 50cc enduro/motard prodotta dalla Beta Motor tra il 1993 e il 1997.

## Il contesto
Disponibile nelle cilindrate 50/65/70/80/125 cm³ fu sostituita nel 1998 dalla RR.
Monta un motore a due tempi RK6 prodotto dalla Beta con cilindro Gilardoni 50 cm³ (codice 353B) in alluminio a prigionieri esterni, albero a spalle piene corsa 40.8 mm, frizione a denti dritti con 6 dischi, pacco lamellare 4 petali, assente il contralbero; questo motore con diverso alesaggio è montato anche sui KTM 65 cm³ dal 1998 al 2008 e Beta evo 80
Nei modelli RR è montato un cilindro 7 travasi con scarico a booster, doppio radiatore, monoammortizzatore Paioli regolabile in compressione ed estensione, 
forcelle Paioli a steli tradizionali da 41 mm regolabili in compressione ed estensione, assente il miscelatore automatico. 
All'epoca era possibile acquistare il kit Beta di potenziamento che comprendeva: gruppo termico Gilardoni 70 cm³ in alluminio (codice 353C), carburatore Dell'Orto PHGB 21, marmitta Betaracing.
L'impianto elettrico si basa su luci anteriori e luci di stop, l'essenziale, senza batteria